# III liga polska w piłce siatkowej mężczyzn (2015/2016)
III liga polska w piłce siatkowej mężczyzn 2015/2016 – rozgrywki czwartej w hierarchii po PLPS (PlusLidze), Krispol 1. Lidze i II lidze - klasy męskich ligowych rozgrywek siatkarskich w Polsce. Rywalizacja w niej toczy się systemem ligowym - o awans do II ligi, a za jej prowadzenie odpowiadają Wojewódzkie Związki Piłki Siatkowej. W niektórych województwach gra się rundy play-off. Najlepsze dwie drużyny każdego z województw miały prawo wystąpić w turniejach o awans do II ligi organizowanych przez Polski Związek Piłki Siatkowej - półfinałowych i finałowych. W każdym turnieju udział brały 4 drużyny, w półfinałowych 2 najlepsze z każdego z nich awansowały dalej, a w turnieju finałowym tylko najlepsza drużyna każdego z turniejów awansowała finalnie do II ligi. W niektórych województwach najsłabsze drużyny są relegowane do IV ligi, jeśli w danym województwie ona funkcjonuje.

## Turnieje półfinałowe[1]

### Koszalin
| miejsce | drużyna             | mecze | punkty | sety | małe punkty |
| ------- | ------------------- | ----- | ------ | ---- | ----------- |
| 1       | Trefl Gdańsk SA II  | 3     | 6      | 9:2  | 257:206     |
| 2       | SPS Słupca          | 3     | 5      | 8:3  | 250:214     |
| 3       | UKS Bronek Koszalin | 3     | 4      | 3:7  | 200:244     |
| 4       | UKS Tempo Chełm     | 3     | 3      | 1:9  | 211:254     |

     awans do turnieju finałowego

### Dobre
| miejsce | drużyna                               | mecze | punkty | sety | małe punkty |
| ------- | ------------------------------------- | ----- | ------ | ---- | ----------- |
| 1       | SPS Dragon Dobre                      | 3     | 6      | 9:0  | 226:123     |
| 2       | MUKS Ziemia Milicka Milicz            | 3     | 5      | 6:3  | 215:127     |
| 3       | KATS Alpat Gdynia                     | 3     | 4      | 3:6  | 185:151     |
| 4       | LMKS Piast Iskra-Primat Gorzów Śląski | 3     | 3      | 0:9  | 0:225       |

     awans do turnieju finałowego

### Olsztyn
| miejsce | drużyna                               | mecze | punkty | sety | małe punkty |
| ------- | ------------------------------------- | ----- | ------ | ---- | ----------- |
| 1       | KS Lesan Halinów                      | 3     | 6      | 9:0  | 226:171     |
| 2       | KPS CST Consulting Choroszcza Olsztyn | 3     | 5      | 6:3  | 211:177     |
| 3       | MKS Zduńska Wola                      | 3     | 4      | 3:6  | 188:207     |
| 4       | UKS Biebrza Lipsk                     | 3     | 3      | 0:9  | 157:227     |

     awans do turnieju finałowego

### Sieradz
| miejsce | drużyna            | mecze | punkty | sety | małe punkty |
| ------- | ------------------ | ----- | ------ | ---- | ----------- |
| 1       | KKS Kozienice      | 3     | 6      | 9:0  | 225:146     |
| 2       | ULKS MOSiR Sieradz | 3     | 5      | 6:4  | 232:202     |
| 3       | KS Siatkarz Wieluń | 3     | 4      | 4:6  | 201:229     |
| 4       | UKS Mikolo Sokółka | 3     | 3      | 0:9  | 144:225     |

     awans do turnieju finałowego

### Nałęczów
| miejsce | drużyna                        | mecze | punkty | sety | małe punkty |
| ------- | ------------------------------ | ----- | ------ | ---- | ----------- |
| 1       | UKS Hutnik Dobry Wynik Kraków  | 3     | 6      | 9:1  | 247:191     |
| 2       | LKS Głogovia Głogów Małopolski | 3     | 5      | 7:4  | 263:226     |
| 3       | LKS Cisy Nałęczów              | 3     | 4      | 4:6  | 206:218     |
| 4       | Siatkarz Staszów               | 3     | 3      | 0:9  | 144:225     |

     awans do turnieju finałowego

### Kielce
| miejsce | drużyna                             | mecze | punkty | sety | małe punkty |
| ------- | ----------------------------------- | ----- | ------ | ---- | ----------- |
| 1       | SKPS Dunajec Nowy Sącz              | 3     | 6      | 9:4  | 286:278     |
| 2       | UKS Iflo Kosmet-Hurt Biała Podlaska | 3     | 5      | 8:4  | 278:241     |
| 3       | APPGO II LO Rzeszów                 | 3     | 4      | 5:6  | 246:256     |
| 4       | KU AZS UJK Kielce                   | 3     | 3      | 1:9  | 209:244     |

     awans do turnieju finałowego

### Namysłów
| miejsce | drużyna              | mecze | punkty | sety | małe punkty |
| ------- | -------------------- | ----- | ------ | ---- | ----------- |
| 1       | MUKS Michałkowice    | 3     | 6      | 9:6  | 318:301     |
| 2       | UKS PCO-Volley Żarów | 3     | 4      | 6:6  | 271:266     |
| 3       | NKS Start Namysłów   | 3     | 4      | 7:7  | 286:304     |
| 4       | SPS Eurotax Lubsko   | 3     | 4      | 5:8  | 278:282     |

     awans do turnieju finałowego

### Mikołów
| miejsce | drużyna                  | mecze | punkty | sety | małe punkty |
| ------- | ------------------------ | ----- | ------ | ---- | ----------- |
| 1       | BTS Elektros Bolesławiec | 3     | 6      | 9:2  | 263:201     |
| 2       | UKS Trójka Mikołów       | 3     | 5      | 7:3  | 241:207     |
| 3       | SPS Głogówek             | 3     | 4      | 3:6  | 176:209     |
| 4       | Wena Kostrzyn nad Odrą   | 3     | 3      | 1:9  | 182:245     |

     awans do turnieju finałowego

## Turnieje finałowe[2]

### Halinów
| miejsce | drużyna                        | mecze | punkty | sety | małe punkty |
| ------- | ------------------------------ | ----- | ------ | ---- | ----------- |
| 1       | KS Lesan Halinów               | 3     | 6      | 9:1  | 256:207     |
| 2       | LKS Głogovia Głogów Małopolski | 3     | 5      | 6:5  | 257:239     |
| 3       | SPS Słupca                     | 3     | 4      | 4:6  | 214:222     |
| 4       | MUKS Michałkowice              | 3     | 3      | 2:9  | 211:270     |

     - awans do II ligi

### Kozienice
| miejsce | drużyna                             | mecze | punkty | sety | małe punkty | adnotacja          |
| ------- | ----------------------------------- | ----- | ------ | ---- | ----------- | ------------------ |
| 1       | KKS Kozienice                       | 3     | 6      | 9:1  | 249:201     |                    |
| 2       | BTS Elektros Bolesławiec            | 3     | 5      | 6:4  | 243:214     | awans decyzją PZPS |
| 3       | UKS Iflo Kosmet-Hurt Biała Podlaska | 3     | 4      | 4:8  | 250:274     | awans decyzją PZPS |
| 4       | MUKS Ziemia Milicka Milicz          | 3     | 3      | 3:9  | 218:271     |                    |

     - awans do II ligi

### Gdańsk
| miejsce | drużyna                               | mecze | punkty | sety | małe punkty | adnotacja          |
| ------- | ------------------------------------- | ----- | ------ | ---- | ----------- | ------------------ |
| 1       | Trefl II Gdańsk                       | 3     | 6      | 9:2  | 274:225     |                    |
| 2       | UKS Hutnik Dobry Wynik Kraków         | 3     | 5      | 6:3  | 215:189     |                    |
| 3       | KPS CST Consulting Choroszcza Olsztyn | 3     | 4      | 4:7  | 234:254     |                    |
| 4       | UKS PCO-Volley Żarów                  | 3     | 3      | 2:9  | 219:274     | awans decyzją PZPS |

     - awans do II ligi

### Dobre
| miejsce | drużyna                | mecze | punkty | sety | małe punkty | adnotacja          |
| ------- | ---------------------- | ----- | ------ | ---- | ----------- | ------------------ |
| 1       | SPS Dragon Dobre       | 3     | 6      | 9:3  | 281:264     |                    |
| 2       | SKPS Dunajec Nowy Sącz | 3     | 5      | 8:7  | 328:316     | awans decyzją PZPS |
| 3       | ULKS MOSiR Sieradz     | 3     | 4      | 6:7  | 283:281     | awans decyzją PZPS |
| 4       | UKS Trójka Mikołów     | 3     | 3      | 3:9  | 247:278     |                    |

     - awans do II ligi